# 東京都道443号南田中町旭町線
東京都道443号南田中町旭町線（とうきょうとどう443ごう みなみたなかちょうあさひちょうせん）は、東京都練馬区内を縦断する東京都道311号環状八号線（環八通り）と東京都道68号練馬川口線とを繋ぐ特例都道である。都市計画道路としての名称は東京都市計画道路幹線街路補助線街路第134号線（通称・補助134号線）である。また、本線途中の谷原三丁目交点と高松六丁目交点において、支線が光が丘団地に向かって2本、および土支田方面に向かって1本が分岐している。

## 一般名称
- 笹目通り

## 起点・終点
- 起点：環八南田中交差点/東京都道311号環状八号線（環八通り）
- 終点：土支田交差点/東京都道68号練馬川口線（土支田通り、笹目通り）

## 交差・接続している道路

### 本線
| 交差する道路                                                               | 交差する道路                                                                | 交差点名   | 所在地 | 所在地      |
| -------------------------------------------------------------------------- | --------------------------------------------------------------------------- | ---------- | ------ | ----------- |
|                                                                            | 東京都道311号環状八号線（環八通り）                                         | 環八南田中 | 練馬区 | 南田中1丁目 |
| 東京都道24号練馬所沢線（目白通り） 東京都道8号千代田練馬田無線（富士街道） | 東京都道441号池袋谷原線（富士街道） 東京都道8号千代田練馬田無線（目白通り） | 谷原       | 練馬区 | 高野台4丁目 |
| -                                                                          | 支線1                                                                       | 谷原3丁目  | 練馬区 | 谷原1丁目   |
|                                                                            | 支線2・支線3                                                                | 高松6丁目  | 練馬区 | 高松6丁目   |
| 東京都道68号練馬川口線（土支田通り）                                       |                                                                             | 土支田     | 練馬区 | 旭町1丁目   |
| 東京都道68号練馬川口線（笹目通り）                                         |                                                                             |            |        |             |

- 谷原交差点（右側）航空写真。国土交通省 国土地理院 地図・空中写真閲覧サービスの空中写真を基に作成。
- 谷原陸橋をくぐる
- 土支田交差点

### 支線1
谷原三丁目交差点で西に分岐し、光が丘団地の南端を通り、練馬春日町方面に至る。都市計画道路としての名称は東京都市計画道路幹線街路補助線街路第172号線（通称・補助172号線）である。
- 本線より分岐：谷原三丁目交差点
- 東京都道441号池袋谷原線（富士街道）：練馬春日町交差点
- 東京都道311号環状八号線（環八通り、都営大江戸線練馬春日町駅前）：春日町交番前交差点

計画では、東京都道442号北町豊玉線と交差し、東京都道318号環状七号線まで延伸予定。

### 支線2
高松六丁目交差点で本線から西に分岐し、光が丘駅を経て光が丘消防署前交差点に至る。
- 本線より分岐：高松六丁目交差点
- 光が丘西大通り
- 光が丘消防署前交差点

### 支線3
高松六丁目交差点で本線に接続し、西北西方向に土支田通り方面へ至る。東京都市計画道路幹線街路補助線街路第230号線（通称・補助230号線）に指定されている。2021年（令和3年）3月21日に土支田通り（練馬区土支田3丁目47番地付近）から別荘橋通り（大泉町2丁目60番地付近）までの区間が部分開通した。支線ではあるが高松六丁目交差点に0キロポストがある。
- 本線より分岐：高松六丁目交差点
- 東京都道・埼玉県道68号練馬川口線（土支田通り）：土支田通り交差点
- 東京都道・埼玉県道108号東京朝霞線（別荘橋通り）：名称無し交差点（大泉町二丁目）

計画では、西側に延伸して外環道と交差し大泉学園通りとの交点で終点となる予定。

## 関連事項
- 笹目通り
- 東京都の都道一覧